# La Canau
La Canau (en francès Lacanau) és un municipi francès situat al departament de la Gironda i a la regió de la Nova Aquitània.

## Demografia
| 1962                                       | 1968  | 1975  | 1982  | 1990  | 1999  | 2007  |
| ------------------------------------------ | ----- | ----- | ----- | ----- | ----- | ----- |
| 1.845                                      | 1.846 | 2.038 | 1.961 | 2.405 | 3.142 | 4.243 |
| Des de 1962: població sense dobles comptes |       |       |       |       |       |       |

## Administració
| 2001-2014 | Jean-Michel David |  | 2014- | Laurent Peyrondet |  |